# Per Grundén
Per Gustaf Grundén (født 23. maj 1922 i Eskilstuna, død 6. februar 2011 i Trosa) var en svensk sanger og skuespiller.
Grundén studerede på Kungliga Musikhögskolan i Stockholm. Han tilbragte størstedelen af sin karriere med at optræde i Wiener Staatsoper og Volksoper i Østrig. Senere blev han uddannet som skuespiller, hvor han blev særligt kendt for at medvirke i filmene om Jönssonligan, som er en svensk fortolkning af Olsen-banden. I disse film medvirker også andre stjerner såsom Gösta Ekman, Ulf Brunnberg, Björn Gustafson og Birgitta Andersson. Grundén medvirkede desuden også i filmen Smuglerkongen fra 1985, der er instrueret af den danske instruktør Sune Lund-Sørensen.

## Udvalgt filmografi
- Regimentets glade drenge (1949)
- Min søster og jeg (1950)
- Den skønne Helene på eventyr (1951)
- H.M.S. Pinafore (tv-film, 1970)
- Æblekrigen (1971)
- Någonstans i Sverige (tv-serie, 1973-1974)
- Hedebyborna (tv-serie, 1978-1982)
- Varning för Jönssonligan (1981)
- Jönssonligan & Dynamit-Harry (1982)
- Jönssonligan får guldfeber (1984)
- Smuglerkongen (1985)
- Jönssonligan dyker upp igen (1986)
- Det var då… (tv-serie, 1989-1990)
- Jönssonligan på Mallorca (1989)
- Jönssonligan & den svarta diamanten (1992)
- Jönssonligans största kupp (1995)
- Tre kronor (tv-serie, 1997)
- Jönssonligan spelar högt (2000)
- Olivia Twist (tv-serie, 2002)